# Kvinnans svaga punkt
Kvinnans svaga punkt är en amerikansk film från 1957 i regi av Walter Lang.

## Handling
En man, Richard Sumner, med ett hemligt uppdrag hänger utanför utvecklingsavdelningen till ett stort TV-nätverk. Sumner är rationaliseringsexpert och hans mål är att datorisera avdelningen, men Bunny Watson som är chef där avslöjar snabbt planen.

## Rollista
- Spencer Tracy - Richard Sumner
- Katharine Hepburn - Bunny Watson
- Gig Young - Mike Cutler
- Joan Blondell - Peg Costello
- Dina Merrill - Sylvia Blair
- Sue Randall - Ruthie Saylor
- Neva Patterson - Miss Warriner